# 济宁学院
济宁学院，简称济院，是中华人民共和国的一所全日制本科公办省属普通高等学校，位于山东省济宁市。
1971年，济宁地区师范专科学校成立。1978年，中华人民共和国国务院正式批准济宁师范专科学校为全日制普通高等学校。1998年，济宁教育学院并入。2000年，济宁艺术学校和济宁师范学校并入。2007年3月，升格为济宁学院。2008年11月16日，曲阜师范学校（成立于1905年，位于山东省曲阜市）并入济宁学院，成立济宁学院“初等教育学院”。
济宁学院初等教育学院原为曲阜师范学校。创建于光绪三十一年（1905年），初为曲阜县官立四氏初级完全师范学堂，前身是孔颜曾孟四氏学。1912年，民国成立，改名山东省立曲阜师范学校，1914年，改称山东省立第二师范学校，1948年二次复校时定名曲阜师范学校。是中共元老万里的母校。2008年11月16日，曲阜师范学校并入济宁学院，成立济宁学院初等教育学院。